# Madiran
Madiran település Franciaországban, Hautes-Pyrénées megyében. Lakosainak száma 424 fő (2022. január 1.). Madiran Saint-Lanne, Arrosès, Bétracq, Crouseilles, Castelnau-Rivière-Basse, Hères és Soublecause községekkel határos.

## Népesség
A település népességének változása:
| Lakosok száma | 437  | 424  | 431  | 418  | 422  | 424  | 425  | 426  | 424  |
|               | 2013 | 2015 | 2016 | 2017 | 2018 | 2019 | 2020 | 2021 | 2022 |